# Interkosmos 5
Interkosmos 5 (Indeks COSPAR 1971-104A) – sztuczny satelita wysłany w ramach programu Interkosmos. Kontynuował badania rozpoczęte przez Interkosmos 3.

## Misja
Satelita został wysłany w przestrzeń kosmiczną 4 grudnia 1971 roku. Perygeum jego orbity znajdowało się na wysokości 205 km, apogeum 1200 km, jedno okrążenie wokół Ziemi trwało 98,49 minut, a nachylenie płaszczyzny orbity miało wartość 48,42 stopnia. Aparaturę naukową sporządzili uczeni czechosłowaccy i radzieccy, analogiczną jak w poprzednim eksperymencie, lecz znacznie udoskonaloną. Podstawowym zadaniem tego satelity było badanie stanu i zachowanie się cząstek znajdujących się wewnątrz pierścieni radiacyjnych Ziemi na wysokościach orbity satelity. Drugim zadaniem było badanie cząstek o stosunkowo wysokich energiach, przenikających z przestrzeni w niższe rejony otoczenia Ziemi. Jednocześnie prowadzono pomiary promieniowania radiowego o niskiej częstotliwości, powstającego pomiędzy magnetosferą a jonosferą naszej planety. Obserwacje eksperymentu prowadzili uczeni Bułgarii, Czechosłowacji, Francji, NRD, Nowej Zelandii i ZSRR. Polska w tym eksperymencie nie uczestniczyła. 
 
Aparatura satelity działała do 4 kwietnia 1972, czyli do wejścia satelity w górne warstwy atmosfery.